# Stop Being Greedy
Stop Being Greedy è un singolo del rapper statunitense DMX, pubblicato il 7 marzo 1998 come secondo estratto dal primo album in studio It's Dark and Hell Is Hot.
Il brano è stato scritto dallo stesso rapper assieme a Anthony Fields e Michael Masser e prodotto da P.K. e Dame Grease.

## Tracce
CD (Europa)
1. Stop Being Greedy (Radio Edit) – 3:37
2. Get At Me Dog (Radio Edit) – 3:06

CD (Stati Uniti)
1. Stop Being Greedy (Radio Edit) – 3:37

12" (Stati Uniti)
- Side A

1. Stop Being Greedy (Radio Edit) – 3:37

- Side B

1. Stop Being Greedy (LP Version) – 3:37
2. Stop Being Greedy (Instrumental) – 2:51

## Classifiche
| Classifica (1998) | Posizione massima |
| ----------------- | ----------------- |
| Stati Uniti       | 79                |